# Hans-Joachim Bungartz

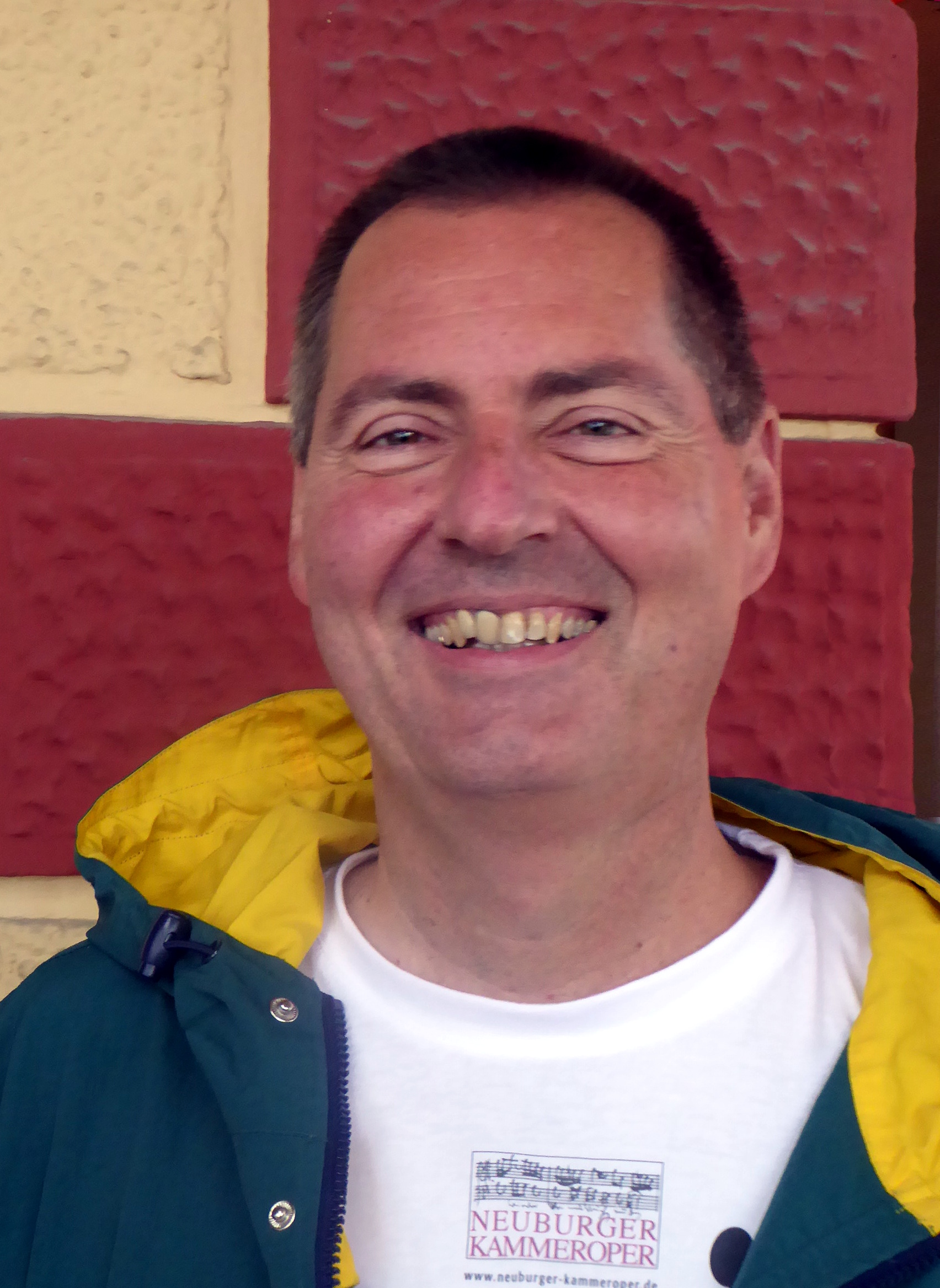
H. Bungartz 2017

Hans-Joachim Bungartz (* 1963 in Lahr/Schwarzwald) ist ein deutscher Mathematiker und Informatiker.
Er ist Professor an der TU München und hat dort den Lehrstuhl für wissenschaftliches Rechnen inne. Er war Dekan der Informatikfakultät und ist seit Oktober 2022 Dekan der TUM School of Computation, Information and Technology.
Seit 2011 ist er Vorstandsvorsitzender des Vereins zur Förderung eines Deutschen Forschungsnetzes (DFN-Verein).

## Werdegang
Hans-Joachim Bungartz promovierte 1992 bei Christoph Zenger, nachdem er 1988/89 sein Studium sowohl als Diplom-Mathematiker als auch -Informatiker abgeschlossen hatte. 1998 habilitierte er sich über das Thema Finite Elemente hoher Ordnung auf dünnen Gittern. 2000 wurde er als Professor für Numerische Analysis und Wissenschaftliches Rechnen an die Universität Augsburg berufen. 2004 berief ihn die Universität Stuttgart auf den Lehrstuhl für Simulation Großer Systeme. Seit 2008 ist Hans-Joachim Bungartz Inhaber des Lehrstuhls für Wissenschaftliches Rechnen der TU München. Er ist außerdem ständiger Gastprofessor der Fakultät für Mechanik der Universität Belgrad.
Von 1996 bis 2001 war Bungartz Geschäftsführer des Forschungsverbunds für technisch-wissenschaftliches Hochleistungsrechnen (FORTWIHR). Seit 2005 ist er Direktor der gemeinsamen jährlichen Ferienakademie Sarntal der Technischen Universität München, der Universität Erlangen-Nürnberg und der Universität Stuttgart, mit der diese Universitäten besonders begabte Studenten fördern. Er ist außerdem Vorstandsmitglied der International Graduate School of Science and Engineering (IGSSE), Mitglied des Beirates des Institute for Advanced Study der TUM sowie Mitglied leitender Gremien vieler weiterer wissenschaftlicher Einrichtungen.

## Weiteres
Privat spielt Hans-Joachim Bungartz Violine und ist Mitglied im Akademischen Orchesterverband München. Unter anderem trug er als Solist zum Dies Academicus 2009 der TU München bei.